# 칼빈매니토바국제학교
칼빈매니토바국제학교(Calvin Manitoba International School)는 인천광역시 연수구에 있는 사립 국제학교이다. 캐나다의 학교법인 GWSCE(The Greater Winnipeg Society for Christian Education)이 설립했으며, 현재 유치원, 초등학교, 중학교, 고등학교 과정이 편성되어 있다.      

## 연혁
- 2023년 9월 1일 : 개교